# Sémi nyelvek
A sémi nyelvek az afroázsiai nyelvcsalád (sémi-hámi nyelvcsalád) egyik ága. A sémi nyelvek közé rendkívül nagy történelmi, vallási és politikai jelentőségű nyelvek tartoznak, mint az akkád, az arab vagy a héber. Több sémi nyelv régi írásbeliséggel rendelkezik. Ma a világon több mint 300 millióan beszélnek valamilyen sémi nyelvet anyanyelvükként, ám az arab és a héber az iszlám és a zsidó vallás (egyéb, nem sémi anyanyelvű) követői körében is széles körben elterjedt.

## Elnevezés
A sémi nyelvek elnevezés bibliai eredetű. August Ludwig Schlözer polihisztor, történész, a statisztika és a szociológia megalapozója 1781-ben alkotta meg a kifejezést Noé legidősebb fia, Sém neve után, követve az ószövetségi leszármazási táblákat.

## Történetük
A ma leginkább elfogadott tézis szerint, melyet Igor Mihajlovics Gyjakonov alkotott, az afroázsiai nyelvcsalád őshazája Nyugat-Afrikában, a Szahara és a Száhel határán terült el, ami akkoriban még termékeny terület volt. A Kr. e. 6. és 5. évezredben kezdődött meg a terület sivatagosodása, amely a végleges elvonuláshoz vezetett: a sémi nyelvű népek ősei ekkor telepedtek le a Közel-Keleten. A sémi nyelvek Gyjakonov feltételezése szerint a Kr. e. 4. évezredre váltak szét.
Az etióp nyelvek különleges helyzetben vannak: kialakulásuk ahhoz köthető, hogy a délarab nyelvű bevándorlók nyelvét átvették a helyiek, azonban a hódítók asszimilálódtak, és a korábbi kusita jellegzetességek megmaradtak a kialakuló nyelvben. Ezért a többi sémi nyelvhez képest több eltérés tapasztalható.

## A sémi nyelvek
- Keleti csoport (kihaltak)
  - akkád és dialektusai:
    - asszír
    - babilóni

  - eblai
- Nyugati (vagy középső) csoport
  - északnyugati ág
    - amorita (kihalt)
    - ugariti (kihalt)
    - arámi nyelvek
      - óarámi (kihalt)
      - újkeletarámi
      - újnyugatarámi

    - kánaáni nyelvek
      - föníciai-pun (kihalt)
      - moábi (kihalt)
      - ammoni (kihalt)
      - edomi (kihalt)
      - héber
        - klasszikus héber
        - misnai héber
        - középkori vagy rabbinikus héber
        - modern héber vagy ivrit

  - északarab ág
    - arab
    - máltai
- Déli csoport
  - ódélarab nyelvek (kihaltak)
    - szabái (szabeus)
    - máini (mineus)
    - katabáni
    - hadramauti

  - etiópiai nyelvek
    - amhara
    - geez (kihalt)
    - argobba
    - gurágé
    - hareri
    - tigré
    - tigrinya

## A sémi nyelvek fő jellemzői

### A mássalhangzók
Minden sémi nyelv közös jellemzője a mássalhangzók túlsúlya a magánhangzó-rendszer rovására. Az egyes fogalmak nem egész hangalakokhoz, hanem mássalhangzókhoz kötődnek. Ezért van az, hogy a magánhangzók jelölése csak elvétve fordul elő. A szavak zömmel három ún. gyökmássalhangzóval rendelkeznek (számuk egyébként egytől ötig terjedhet). A feltételezések szerint az őssémi nyelvben még a kétgyökű szavak voltak túlsúlyban, mivel az ilyen szavak közösek a sémi nyelvekben. A szóképzésben a gyökmássalhangzók mindig változatlanok maradnak, az értelmi változást a magánhangzók variálásával, illetve prefixumok és suffixumok (ill. ritkán infixumok) beillesztésével, ritkábban az egyik gyök meghosszabbításával érik el.
A sémi nyelvek mássalhangzókészlete jelentősen eltér az indoeurópai és finnugor nyelvekétől. Nagy mennyiségű torokhangot használnak, emellett az ún. emfatikus betűk is különlegességnek számítanak. Ez utóbbiak egy bizonyos fonéma módosítottan ejtett párjai. Ejtésüket nem ismerjük, csak az arab és az etióp esetében (az akkád kihalt; a modern héber ejtésében már nincs különbség köztük, csak írásban; az arámiak pedig arabosan ejtik, de mivel arab környezetben élnek, nem tudható, hogy eredetileg hogy ejtették az emfatikusokat). Az arab kiejtés a hajdani európai és arab feljegyzések tanúsága szerint lateralizált (L-es) volt, ma faringális jellegű. Az etióp nyelvek az emfatikus betűket glottalizáltan (csettegősen) ejtik.

### Szófajok
A szófajok a sémi nyelvekben alapvetően névszókra és igékre oszlanak. (Emellett elöljárószókat és határozószókat is megkülönböztetünk, bár ez utóbbiak igencsak csökevényesek, és általában körülírással helyettesítik őket.) A főnevek és melléknevek csak mondattani szempontból különülnek el.
- Névszók
  - A mondattani viszonyok jelzése érdekében a névszókat ragozzák a sémi nyelvekben, mégpedig háromféle esetben (alanyeset, tárgyeset, birtokos eset). A végződések a beszélt nyelvben eltűntek, körülírás és szórend helyettesíti őket.
  - A névszóknak kétféle nyelvtani neme lehet, hímnem és nőnem. A hímnem jelöletlen, a nőnemet viszont jelölik. Ez a rendszer jelentős önellentmondásokat rejt (például a számnevek fordított egyeztetése, vagy az, hogy a nőnem jele általánosból konkrétat, illetve elvont dolgot képez, etiópban a nőnem jele érzelmi viszonyt is tükröz), ezért feltételezések szerint a nőnem jele valaha mást jelentett. Eredeti szerepe ismeretlen, bár feltételezések léteznek (az egyik elmélet szerint hajdanán különféle szempontok alapján szervezett „névszói osztályok” léteztek, amelyek az idők folyamán összemosódtak, összezavarodtak, megszűntek).
  - A névszóknak száma is van. A sémi nyelvekre általánosan jellemző az egyes, a kettes és a többes szám használata. A számbeli változást alapvetően suffixumok, de több – főleg nyugati sémi – nyelvben pusztán magánhangzók jelölik. Szintén sémi jellegzetesség a tört többes szám, amely valószínűleg a déli sémi nyelvek újítása volt. A tört többes számú szavak gyűjtőnévi értelemben is használatosak.
- Igék
  - Az igék jelentésváltozását pre- és suffixumokkal jelölik. A prefixált alakok általában a jövő időt, a suffixáltak pedig a múltat szemléltetik, de ez csak másodlagos fejlemény. Eredetileg az utótagok konkrétságukban, az előtagok pedig általánosságban jelöltek eseményt. Az akkádban némileg eltér a helyzet: csak prefixált alakokkal találkozhatunk, bár helyenként állapotot kifejező utótagok is felbukkannak. Egyes feltevések szerint ez lehetett az eredeti helyzet, erre utal többek között a bibliai Ószövetség több nyelvemléke, illetve sok nyelvi maradvány.
  - Az igeképzéskor a gyökmássalhangzók rendszerét alkalmazzák és variálják (ld. feljebb). Az egyes igealakokban a magánhangzók megváltoztatásával képezhető a passzív alak (ún. belső passzívum).
  - Az egyes igealakokat igetörzseknek nevezik az európai szakmunkák (a sémi nyelvekben nincs ilyen megkülönböztetés). Az igetörzsek esetében nincs szabad képzés, azaz kizárólag ismert alakok használhatóak, nem alkothatunk új alakokat analógiákat gyártva. Minden sémi nyelvben szokás kiemelni a gyakran használatos igetörzseket. Az arabban 10 ilyen van, az etiópban egyes becslések szerint akár 35, a héberben 7, az arámiban viszont jóval kevesebb. Ez természetesen nem jelöl fejlettségi szintet: kevés igetörzzsel is kifejezhető ugyanaz, mint sokkal, csak más eszközök használatosak.

### Mondattan
A sémi nyelvekre általában jellemző, hogy a mondat legelején áll az igei állítmány, amit közvetlenül az alany követ, majd a többi mondatrész. Jellemző a többszörösen mellérendelt mondatok használata. A helyzet azonban a 20. században jelentősen változott európai hatásra: az alany és állítmány helyet cserélt, az új kötőszók és a központozás megjelenésével pedig variálódott a mondatszerkezet.
Mondattani szempontból különlegesek az etióp nyelvek, mivel esetükben a kúsita hatás miatt az alárendelt szerkezetek dominálnak, az állítmány pedig a mondat legvégén szerepel, és közvetlenül megelőzi az alany. Összetett mondatok esetében pedig a főmondat kerül a legutolsó helyre.